# Ibsen de Gusmão Câmara
Ibsen de Gusmão Câmara (Rio de Janeiro, 19 de dezembro de 1923 - Rio de Janeiro, 31 de julho de 2014) foi um militar e ambientalista brasileiro.

## Biografia

### Primeiros anos e formação acadêmica
Câmara nasceu no Rio de Janeiro, então capital federativa do Brasil, em 19 de dezembro de 1923. Seu pai nasceu em Minas Gerais, enquanto sua mãe nasceu em Macaé, no interior do estado do Rio de Janeiro.
Realizou seus estudos de ginásio no Colégio Militar do Rio de Janeiro, localizado no bairro do Maracanã. Posteriormente, realizou ensino superior na Escola Naval, fixada na baía de Guanabara.. Formou-se na Escola Naval em 1944 e imediatamente passou a participar do patrulhamento das águas territoriais brasileiras, época em que o Brasil estava em guerra contra a Alemanha. 
Presidiu a FBCN - Fundação Brasileira de Conservação da Natureza e a Fundação Biodiversitas. Atuou decisivamente na Fundação SOS Mata Atlântica aonde integrou o conselho da entidade por vários anos. Liderou a campanha contra a caça de baleias no Brasil — idealizou o Projeto Baleia Franca à época com a colaboração de José Truda Palazzo Jr., e também foi um grande defensor das Unidades de Conservação, com papel de destaque na criação de parques e reservas na Amazônia. Sua história foi contada por Marcos Sá Correa no livro “Água mole em pedra dura: dez histórias da luta pelo meio ambiente”, de 2006.

### Morte
Câmara morreu aos noventa anos de idade, na madrugada de 31 de julho de 2014, no Rio de Janeiro. Ele estava internado no Hospital Unimed da Barra da Tijuca, Zona Oeste do Rio, e veio à óbito devido a um hematoma subdural após sofrer duas quedas em sua residência.